# 海鲁吐镇
海鲁吐镇，是中华人民共和国内蒙古自治区通辽市科尔沁左翼后旗下辖的一个乡镇级行政单位。

## 行政区划
海鲁吐镇下辖以下地区：
海鲁吐嘎查、哈仁塔班格日嘎查、巴彦套海嘎查、新艾里嘎查、散都嘎查、阿嘎洲德嘎查、巴彦茫哈嘎查、巴嘎套布嘎查、伊利布舍嘎查、哈布其拉嘎查、特莫图热其嘎查、阿力顺温都嘎查、查干呼舒嘎查、他班诺义德嘎查、查干伊玛嘎查、伊和哈日乌苏嘎查、协日嘎嘎查、图古日格嘎查和散敦布拉格嘎查。